# Tubular Bells 2003
Tubular Bells 2003 – album studyjny brytyjskiego muzyka, Mike’a Oldfielda z 2003 roku. Jest to ponownie nagrany debiutancki album tego artysty.
Oldfield w wielu wywiadach stwierdzał, że Tubular Bells zostało nagrane zbyt szybko, a jakość sprzętu, na którym pracował w studiu, nie była najlepsza, dlatego album nie brzmi tak, jakby chciał. Ponowne nagranie całości pozwoliło artyście odnowić dobrze znaną dwuczęściową suitę.
W stosunku do wersji pierwotnej, muzyka została podzielona na więcej ścieżek, choć dalej występuje podział na część pierwszą i drugą.

## Spis utworów
Part one
1. „Introduction” – 5:52
2. „Fast Guitars” – 1:04
3. „Basses” – 0:46
4. „Latin” – 2:18
5. „A Minor Tune” – 1:21
6. „Blues” – 2:40
7. „Thrash” – 0:44
8. „Jazz” – 0:48
9. „Ghost Bells” – 0:30
10. „Russian” – 0:44
11. „Finale” – 8:32 (featuring John Cleese)

Part two
1. „Harmonics” – 5:12
2. „Peace” – 3:30
3. „Bagpipe Guitars” – 3:08
4. „Caveman” – 4:33
5. „Ambient Guitars” – 5:10
6. „The Sailor's Hornpipe” – 1:46 (aranżacja utworu ludowego)